# Gymnastique aux Jeux panaméricains de 2007
 (juin 2013).
Durant les Jeux panaméricains de 2007, les quinzièmes de l’histoire, le concours de gymnastique est composé de trois épreuves distinctes : la gymnastique artistique, la gymnastique rythmique ainsi que le trampoline.
Rio de Janeiro accueille le 24 août 2007 les quinzièmes Jeux panaméricains. Une seule autre ville était candidate à cette organisation : San Antonio aux États-Unis. (Jeux panaméricains de 2007)

## Gymnastique artistique masculine
Le concours de gymnastique artistique masculin s'est déroulé du 14 au 17 juillet 2007.

### Concours par équipe
| # | Name                               | NOC        | Score   |
| - | ---------------------------------- | ---------- | ------- |
| 1 | Rafael Morales Castado             | Porto Rico | 353.900 |
| 1 | Reinaldo Oquendo Flores            | Porto Rico | 353.900 |
| 1 | Tommy Ramos Nin                    | Porto Rico | 353.900 |
| 1 | Luis Rivera                        | Porto Rico | 353.900 |
| 1 | Alexander Rodriguez Colon          | Porto Rico | 353.900 |
| 1 | Luis Vargas Velazquez              | Porto Rico | 353.900 |
| 2 | Luis Anjos                         | Brésil     | 353.600 |
| 2 | Diego Hypolito                     | Brésil     | 353.600 |
| 2 | Danilo Nogueira                    | Brésil     | 353.600 |
| 2 | Mosiah Rodrigues                   | Brésil     | 353.600 |
| 2 | Victor Rosa                        | Brésil     | 353.600 |
| 2 | Adan Santos                        | Brésil     | 353.600 |
| 3 | Guillermo Alvarez                  | États-Unis | 353.300 |
| 3 | David Luca Durante                 | États-Unis | 353.300 |
| 3 | Sean Golden                        | États-Unis | 353.300 |
| 3 | Joey Hagerty                       | États-Unis | 353.300 |
| 3 | Justin Spring                      | États-Unis | 353.300 |
| 3 | Todd Thornton                      | États-Unis | 353.300 |
| 4 | Carlos Carbonell                   | Venezuela  | 347.550 |
| 4 | Regulo Carmona                     | Venezuela  | 347.550 |
| 4 | Fernando Fuentes                   | Venezuela  | 347.550 |
| 4 | Jose Luis Fuentes                  | Venezuela  | 347.550 |
| 4 | Ivan Tovar                         | Venezuela  | 347.550 |
| 4 | Adickxon Trejo                     | Venezuela  | 347.550 |
| 5 | Irving Arroyo                      | Cuba       | 340.700 |
| 5 | Carlos Manuel Campaña              | Cuba       | 340.700 |
| 5 | Gerardo Medina                     | Cuba       | 340.700 |
| 5 | Adriel Quintana                    | Cuba       | 340.700 |
| 5 | Fidel Silot                        | Cuba       | 340.700 |
| 5 | Reynier Villardis                  | Cuba       | 340.700 |
| 6 | James Brochero                     | Colombie   | 338.900 |
| 6 | Deyvi Johnathan Castellanos Garcia | Colombie   | 338.900 |
| 6 | William Castellanos                | Colombie   | 338.900 |
| 6 | Jorge Hugo Giraldo                 | Colombie   | 338.900 |
| 6 | Didier Yamit Lugo Sichaca          | Colombie   | 338.900 |
| 6 | Fabian Mesa Galvit                 | Colombie   | 338.900 |
| 7 | Peter Anderson                     | Canada     | 333.350 |
| 7 | Jayd Lukenchuk                     | Canada     | 333.350 |
| 7 | Pat McElroy                        | Canada     | 333.350 |
| 7 | AJ Rayment                         | Canada     | 333.350 |
| 7 | Hugh Smith                         | Canada     | 333.350 |
| 7 | Jared Walls                        | Canada     | 333.350 |

### Concours général individuel
| #  | Name                            | NOC        | Score  |
| -- | ------------------------------- | ---------- | ------ |
| 1  | José Luis Fuentes (gymnastique) | Venezuela  | 90.450 |
| 2  | Jorge Hugo Giraldo              | Colombie   | 89.450 |
| 3  | Guillermo Alvarez               | États-Unis | 87.900 |
| 4  | Luis Vargas Velazquez           | Porto Rico | 87.800 |
| 5  | David Luca Durante              | États-Unis | 87.750 |
| 6  | Gerardo Medina                  | Cuba       | 87.350 |
| 7  | Luis Rivera                     | Porto Rico | 86.550 |
| 8  | Luis Anjos                      | Brésil     | 86.350 |
| 9  | Mosiah Rodrigues                | Brésil     | 86.050 |
| 10 | Federico Molinari               | Argentine  | 85.550 |
| 11 | Daniel Corral                   | Mexique    | 85.250 |
| 12 | Luis Alberto Sosa Abarca        | Mexique    | 85.200 |
| 13 | Alexander Rodriguez Colon       | Porto Rico | 85.000 |
| 14 | Fernando Fuentes                | Venezuela  | 84.550 |
| 15 | Hugh Smith                      | Canada     | 83.500 |
| 16 | Carlos Carbonell                | Venezuela  | 83.150 |
| 17 | Reynier Villardis               | Cuba       | 82.400 |
| 18 | Irving Arroyo                   | Cuba       | 81.700 |
| 19 | Fabian Mesa Galvis              | Colombie   | 81.650 |
| 20 | Didier Yamit Lugo Sichaca       | Colombie   | 81.450 |
| 21 | Lucas Matias Chiarlo            | Argentine  | 81.050 |
| 22 | Osvaldo Martinez Brazun         | Argentine  | 79.900 |
| 23 | Mynor Antonio Juarez            | Guatemala  | 78.300 |
| 24 | Mynor Joel Oliva                | Guatemala  | 77.700 |

### Sol
| # | Name                             | NOC        | Score  |
| - | -------------------------------- | ---------- | ------ |
| 1 | Diego Hypolito                   | Brésil     | 15.875 |
| 2 | Guillermo Alvarez                | États-Unis | 15.625 |
| 3 | Enrique Tomas Gonzalez Sepulveda | Chili      | 15.550 |
| 4 | Alexander Rodriguez Colon        | Porto Rico | 15.175 |
| 5 | Mosiah Rodrigues                 | Brésil     | 15.000 |
| 6 | Luis Rivera                      | Porto Rico | 14.975 |
| 7 | Justin Spring                    | États-Unis | 14.700 |
| 8 | Gerardo Medina                   | Cuba       | 14.225 |

### Barre fixe
| # | Name                      | NOC        | Score  |
| - | ------------------------- | ---------- | ------ |
| 1 | Mosiah Rodrigues          | Brésil     | 14.625 |
| 2 | Jorge Hugo Giraldo        | Colombie   | 14.550 |
| 3 | Danilo Nogueira           | Brésil     | 14.450 |
| 4 | Irving Arroyo             | Cuba       | 14.300 |
| 5 | Lucas Matias Chiarlo      | Argentine  | 14.275 |
| 6 | Justin Spring             | États-Unis | 14.175 |
| 7 | Todd Thornton             | États-Unis | 13.975 |
| 8 | Alexander Rodriguez Colon | Porto Rico | 13.725 |

### Barres parallèles
| # | Name                  | NOC        | Score  |
| - | --------------------- | ---------- | ------ |
| 1 | Justin Spring         | États-Unis | 15.550 |
| 2 | Jorge Hugo Giraldo    | Colombie   | 15.300 |
| 3 | Luis Vargas Velazquez | Porto Rico | 15.150 |
| 4 | Jose Luis Fuentes     | Venezuela  | 15.050 |
| 5 | Gerardo Medina        | Cuba       | 14.800 |
| 6 | Carlos Manuel Campaña | Cuba       | 14.725 |
| 7 | Luis Anjos            | Brésil     | 14.575 |
| 8 | Guillermo Alvarez     | États-Unis | 13.000 |

### Cheval d'arçon
| # | Name                      | NOC        | Score  |
| - | ------------------------- | ---------- | ------ |
| 1 | Luis Rivera               | Porto Rico | 15.175 |
| 1 | Jose Luis Fuentes         | Venezuela  | 15.175 |
| 3 | Alexander Rodriguez Colon | Porto Rico | 15.025 |
| 4 | Jorge Hugo Giraldo        | Colombie   | 15.000 |
| 5 | Daniel Corral Baron       | Mexique    | 14.625 |
| 6 | Mosiah Rodrigues          | Brésil     | 14.525 |
| 7 | Danilo Nogueira           | Brésil     | 14.250 |
| 8 | Gerardo Medina            | Cuba       | 14.100 |

### Anneaux
| # | Name               | NOC        | Score  |
| - | ------------------ | ---------- | ------ |
| 1 | Regulo Carmona     | Venezuela  | 15.675 |
| 2 | Sean Golden        | États-Unis | 15.275 |
| 3 | Carlos Carbonell   | Venezuela  | 15.150 |
| 4 | Tommy Ramos Nin    | Porto Rico | 15.100 |
| 5 | David Luca Durante | États-Unis | 14.900 |
| 6 | Gerardo Medina     | Cuba       | 14.875 |
| 7 | Danilo Nogueira    | Brésil     | 14.575 |
| 8 | Luis Rivera        | Porto Rico | 14.350 |

### Saut
| # | Name                             | NOC                    | Score  |
| - | -------------------------------- | ---------------------- | ------ |
| 1 | Diego Hypolito                   | Brésil                 | 16.162 |
| 2 | Enrique Tomas Gonzalez Sepulveda | Chili                  | 15.937 |
| 3 | Luis Rivera                      | Porto Rico             | 15.737 |
| 4 | AJ Rayment                       | Canada                 | 15.675 |
| 5 | Fernando Fuentes                 | Venezuela              | 15.525 |
| 6 | James Brochero                   | Colombie               | 15.375 |
| 7 | Alexander Rodriguez Colon        | Porto Rico             | 15.062 |
| 8 | Jesus Vidal                      | République dominicaine | 15.037 |

## Gymnastique artistique féminine
Les épreuves de gymnastique artistique féminine se sont tenues du 14 au 17 juillet.

### Concours par équipe
| # | Name                         | NOC        | Score   |
| - | ---------------------------- | ---------- | ------- |
| 1 | Rebecca Bross                | États-Unis | 243.225 |
| 1 | Ivana Hong                   | États-Unis | 243.225 |
| 1 | Shawn Johnson                | États-Unis | 243.225 |
| 1 | Anastasia Liukin             | États-Unis | 243.225 |
| 1 | Samantha Peszek              | États-Unis | 243.225 |
| 1 | Amber Trani                  | États-Unis | 243.225 |
| 2 | Jade Barbosa                 | Brésil     | 236.725 |
| 2 | Khiuani Dias                 | Brésil     | 236.725 |
| 2 | Daniele Hypolito             | Brésil     | 236.725 |
| 2 | Ana Silva                    | Brésil     | 236.725 |
| 2 | Lais Souza                   | Brésil     | 236.725 |
| 2 | Daiane dos Santos            | Brésil     | 236.725 |
| 3 | Stéphanie Desjardins-Labelle | Canada     | 222.575 |
| 3 | Peng-Peng Lee                | Canada     | 222.575 |
| 3 | Jessica Bélanger             | Canada     | 222.575 |
| 3 | Charlotte Mackie             | Canada     | 222.575 |
| 3 | Brittany Rogers              | Canada     | 222.575 |
| 3 | Emma Willis                  | Canada     | 222.575 |
| 4 | Jennifer Alique              | Cuba       | 218.750 |
| 4 | Rosmery Brossard             | Cuba       | 218.750 |
| 4 | Dunas Lamas                  | Cuba       | 218.750 |
| 4 | Dayana Rodriguez Leon        | Cuba       | 218.750 |
| 4 | Yahanara Sese                | Cuba       | 218.750 |
| 4 | Madelen Tamayo               | Cuba       | 218.750 |
| 5 | Celeste Andrea Carnevale     | Argentine  | 210.850 |
| 5 | Virginia Deluzio             | Argentine  | 210.850 |
| 5 | Nadir Samanta Domeneghini    | Argentine  | 210.850 |
| 5 | Maria Sol Poliandri          | Argentine  | 210.850 |
| 5 | Florencia Salomon            | Argentine  | 210.850 |
| 5 | Ayelen Tarabini              | Argentine  | 210.850 |
| 6 | Jasleidy Garcia Cifredo      | Porto Rico | 202.770 |
| 6 | Beatrice Garcia Rodriguez    | Porto Rico | 202.770 |
| 6 | Leysha Lopez Ricci           | Porto Rico | 202.770 |
| 6 | Mariecarmen Rivera           | Porto Rico | 202.770 |
| 6 | Sidney Sanabria Robles       | Porto Rico | 202.770 |
| 6 | Gabriella Sanguineti Lozada  | Porto Rico | 202.770 |

### Concours général individuel
| #  | Name                          | NOC        | Score  |
| -- | ----------------------------- | ---------- | ------ |
| 1  | Shawn Johnson                 | États-Unis | 61.725 |
| 2  | Jessica Bélanger              | Canada     | 61.050 |
| 3  | Ivana Hong                    | États-Unis | 59.375 |
| 4  | Jade Barbosa                  | Brésil     | 59.325 |
| 5  | Daniele Hypolito              | Brésil     | 57.300 |
| 5  | Peng-Peng Lee                 | Canada     | 57.300 |
| 7  | Elsa Garcia Rodriguez Blancas | Mexique    | 56.200 |
| 8  | Madelen Tamayo                | Cuba       | 55.825 |
| 9  | Khiuani Dias                  | Brésil     | 55.625 |
| 10 | Yeny Ibarra Valdez            | Mexique    | 55.200 |
| 11 | Nathalia Sanchez Cardenas     | Colombie   | 54.800 |
| 11 | Maricela Cantu Mata           | Mexique    | 54.800 |
| 13 | Jessica Gil                   | Colombie   | 54.400 |
| 14 | Bibiana Velez                 | Colombie   | 54.300 |
| 15 | Virginia Deluzio              | Argentine  | 54.050 |
| 16 | Charlotte Mackie              | Canada     | 53.700 |
| 17 | Yahanara Sese                 | Cuba       | 53.200 |
| 18 | Dunas Lamas                   | Cuba       | 53.125 |
| 19 | Emely Monzon                  | Guatemala  | 53.100 |
| 20 | Ayelen Tarabini               | Argentine  | 52.275 |
| 20 | Jessica Lopez                 | Venezuela  | 52.275 |
| 22 | Sidney Sanabria Robles        | Porto Rico | 51.700 |
| 23 | Florencia Salomon             | Argentine  | 51.525 |
| 24 | Emma Willis                   | Canada     | 51.475 |

### Poutre
| # | Name                          | NOC        | Score  |
| - | ----------------------------- | ---------- | ------ |
| 1 | Shawn Johnson                 | États-Unis | 16.150 |
| 2 | Jessica Bélanger              | Canada     | 15.900 |
| 3 | Daniele Hypolito              | Brésil     | 15.375 |
| 4 | Jade Barbosa                  | Brésil     | 14.900 |
| 5 | Elsa Garcia Rodriguez Blancas | Mexique    | 14.525 |
| 6 | Charlotte Mackie              | Canada     | 14.425 |
| 7 | Virginia Deluzio              | Argentine  | 13.875 |
| 8 | Peng-Peng Lee                 | Canada     | 13.250 |

### Sol
| # | Name                   | NOC        | Score  |
| - | ---------------------- | ---------- | ------ |
| 1 | Jessica Bélanger       | Canada     | 15.250 |
| 2 | Shawn Johnson          | États-Unis | 15.225 |
| 3 | Jade Barbosa           | Brésil     | 15.025 |
| 4 | Peng-Peng Lee          | Canada     | 14.375 |
| 5 | Maria Sol Poliandri    | Argentine  | 13.800 |
| 6 | Sidney Sanabria Robles | Porto Rico | 13.725 |
| 7 | Daniele Hypolito       | Brésil     | 13.525 |
| 8 | Maricela Cantu Mata    | Mexique    | 13.150 |

### Barres asymétriques
| # | Name                          | NOC        | Score  |
| - | ----------------------------- | ---------- | ------ |
| 1 | Jessica Bélanger              | Canada     | 15.475 |
| 2 | Anastasia Liukin              | États-Unis | 15.450 |
| 3 | Lais Souza                    | Brésil     | 15.100 |
| 4 | Elsa Garcia Rodriguez Blancas | Mexique    | 15.050 |
| 5 | Yahanara Sese                 | Cuba       | 14.300 |
| 6 | Ana Silva                     | Brésil     | 13.925 |
| 7 | Charlotte Mackie              | Canada     | 13.600 |
| 8 | Yesenia Estrada Martinez      | Mexique    | 13.150 |

### Saut
| # | Name                          | NOC        | Score  |
| - | ----------------------------- | ---------- | ------ |
| 1 | Jade Barbosa                  | Brésil     | 14.912 |
| 2 | Amber Trani                   | États-Unis | 14.725 |
| 3 | Lais Souza                    | Brésil     | 14.650 |
| 4 | Elsa Garcia Rodriguez Blancas | Mexique    | 14.462 |
| 5 | Jessica Bélanger              | Canada     | 14.262 |
| 6 | Charlotte Mackie              | Canada     | 14.100 |
| 7 | Jessica Gil                   | Colombie   | 14.025 |
| 8 | Yahanara Sese                 | Cuba       | 13.836 |

## Gymnastique rythmique
| Event                        | Gold              | Silver               | Bronze               |
| ---------------------------- | ----------------- | -------------------- | -------------------- |
| Toutes épreuves - individuel | Lisa Wang         | Cynthia Valdéz Pérez | Rut Castillo Galindo |
| Corde - individuel           | Alexandra Orlando | Lisa Wang            | Cynthia Valdéz Pérez |
| Cerceau - individuel         | Alexandra Orlando | Rut Castillo Galindo | Ana Paula Scheffer   |
| Bâton - individuel           | Alexandra Orlando | Lisa Wang            | Rut Castillo Galindo |
| Ruban - individuel           | Lisa Wang         | Julie Zetlin         | Cynthia Valdéz Pérez |
| Toutes épreuves - Groupe     | Brésil            | Cuba                 | Canada               |
| First Routine - Groupe       | Brésil            | Cuba                 | Canada               |
| First Routine - Groupe       | Brésil            | Cuba                 | Mexique              |

## Trampoline
| Event | Gold           | Silver              | Bronze           |
| ----- | -------------- | ------------------- | ---------------- |
| Homme | Chris Estrada  | Jason Burnett       | Ryan Weston      |
| Femme | Karen Cockburn | Rosannagh MacLennan | Giovanna Matheus |

## Tableau des médailles
| Rang | Nation     | Or | Argent | Bronze | Total |
| ---- | ---------- | -- | ------ | ------ | ----- |
| 1    | États-Unis | 9  | 10     | 4      | 23    |
| 2    | Brésil     | 7  | 2      | 7      | 16    |
| 3    | Canada     | 4  | 2      | 3      | 9     |
| 4    | Venezuela  | 3  |        | 1      | 4     |
| 5    | Porto Rico | 2  |        | 3      | 5     |
| 6    | Colombie   |    | 3      |        | 3     |
| 6    | Cuba       |    | 3      |        | 3     |
| 8    | Mexique    |    | 2      | 5      | 7     |
| 9    | Chili      |    | 1      | 1      | 2     |